# Thomas George Cowling
Thomas George Cowling (ur. 17 czerwca 1906 w Londynie, zm. 16 czerwca 1990 w Leeds) – angielski astronom i matematyk.

## Życiorys
- 1923 kończy Sir George Monoux Grammar School w Londynie
- 1924-1927 studiuje matematykę na Uniwersytecie Oksfordzkim
- 1928-1930 pracuje pod kierunkiem Artura E. Milne
- 1930 doktorat
- 1930-1933 wykłada w Imperial College London
- 1933-1937 wykłada w Swansea University
- 1937-1938 wykłada w University of Dundee
- 1938-1945 wykłada w University of Manchester
- 1945-1948 profesura w Bangor University
- 1947 członkostwo w Royal Society[1]
- 1956 Złoty Medal Królewskiego Towarzystwa Astronomicznego[1]
- 1965-1967 przewodniczy Królewskiemu Towarzystwu Astronomicznemu[1]
- 1948-1970 profesura w University of Leeds
- 1985 Bruce Medal[1]
- 1990 Hughes Medal (na dwa dni przed śmiercią)[1].

## Publikacje
- 1950 Molecules in Motion
- 1952 The Mathematical Theory of Non-Uniform Gases
- 1957 Magnetohydrodynamics